# Hova (Madagaskar)

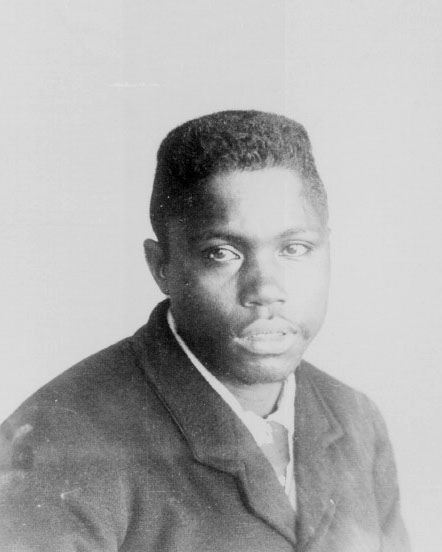
Ein Hova der Merina, 1896.

Die Hova (Freie Bürger, en.: free commoners) waren eine der historischen drei Kasten im Königreich Madagaskar (Merina) von Madagaskar zusammen mit den Andriana (Adligen) und den Andevo (Sklaven). Die Bezeichnung hova bezog sich ursprünglich auf alle Mitglieder eines bestimmten madegassischen Clans (wahrscheinlich die Zafiraminia), welcher um das 15. Jahrhundert von der Südostküste in das zentrale Hochland einwanderte und mit der bestehenden Population der Vazimba verschmolz.

## Geschichte
Andriamanelo (1540–1575) konsolidierte die Macht der Hova, als er viele der Hova-Häuptlinge rund um Antananarivo unter seiner Herrschaft vereinigte. Die Bezeichnung Hova war bis ins 20. Jahrhundert gebräuchlich. Einige Ausländer transliterierten das Wort auch als Ankova.

Kotokeli, ein Hova-Junge, Madagaskar 1911–1912.

Ab dem 16. Jahrhundert wurden in den verschiedenen Königreichen von Madagaskar Sklaven gehalten und es entwickelte sich eine soziale Rangordnung. Die Hova wurden zur Kaste der freien Bürger unter der Hierarchie der Adligen. Die Untergruppe von Hova, welche mit dem König blutsverwandt war, wurde ebenfalls als Andriana bezeichnet. Die Sozialstruktur des neuen Königreichs wurde unter König Ralambo (1575–1612) weiter strukturiert, indem die Andriana in vier Ränge eingeteilt wurden. Ralambo war auch der erste, welcher die Bezeichnung Imerina (Land der Merina) für das Land benutzte, welches traditionell von Hova eingenommen worden war. Erst von da an übernahmen die Bewohner schrittweise die Identität und die Bezeichnung Merina.
Die Krieger und Soldaten der Merina-Gesellschaft wurden traditionell aus der Kaste der Andriana rekrutiert. Als die Merina im 19. Jahrhundert jedoch die anderen Königreiche eroberten und den größten Teil der Insel beherrschten, wurde eine viel größere Armee notwendig und es wurden auch Soldaten aus der Kaste der Hova aufgenommen. Die traditionelle Beschäftigung der Hova war die Verwaltung von Land mit Reis- und Feldfruchtanbau und Handel. Die Arbeit in der Landwirtschaft und Dienstleistungen war dabei Aufgabe der Sklaven (Andevo oder Mainty), denen das Recht auf eigenes Land verwehrt war. Ein Hova konnte allerdings zur Strafe für ein Vergehen oder eine Schuld auch zum Sklaven degradiert werden. In diesem Status wurde er dann als Zaza-hova bezeichnet.
Die Andriana, die Hova und die Andevo waren grundsätzlich jeweils endogam. William Ellis beschreibt in seinen Memoiren 1838, dass es den Hova in der madegassischen Gesellschaft nicht erlaubt war, einen Adligen oder einen Sklaven zu ehelichen, auch nicht einen Zaza-hova. Die Ausnahme, so Ellis, bildete die unverheiratete Königin, die sich ihren Gemahl aus allen Kasten aussuchen konnte, inklusive der Hova. Ihre Kinder galten als königlich.